# Löschbrücke

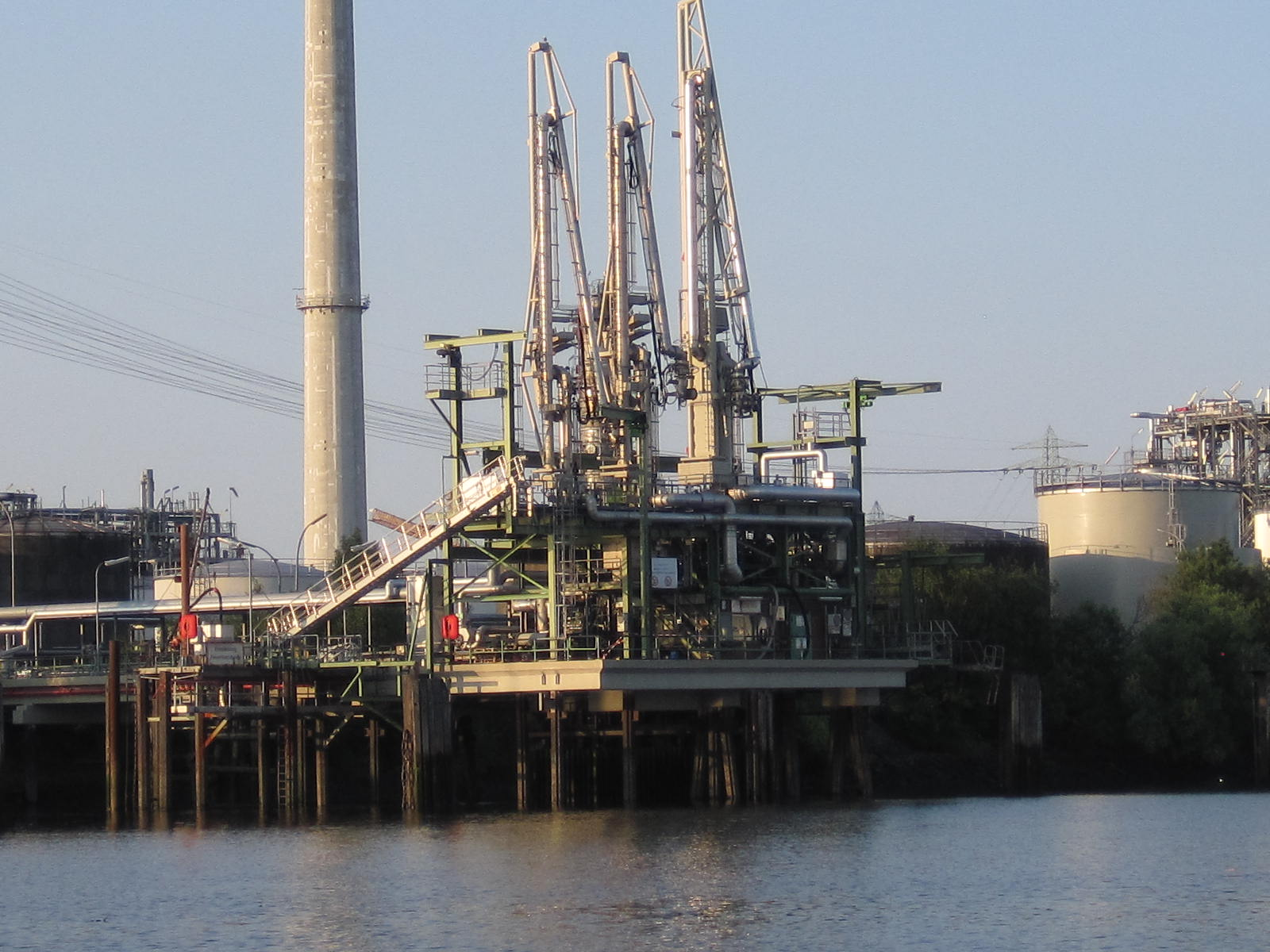
Löschbrücke H&R Ölwerke Schindler Neuhöfer Hafen

Als eine Löschbrücke bezeichnet man in der Schifffahrt eine ins Wasser gebaute Anlegestelle für Tanker, um dort flüssige Güter umzuschlagen.

## Beschreibung
Zum Anlegen des Schiffes befinden sich zum Schutz Fender an der Seeseite der Anlage. Für die Festmacherleinen des Schiffes sind Poller oder Schnellauslösehaken vorhanden.
Eine Löschbrücke ist mit Ladearmen oder Schläuchen ausgerüstet, um damit die Verbindung zum Manifold (Schlauchanschlussstation) des Tankers herstellen zu können. Nach dem Anlegen des Schiffes wird der bewegliche Teil der Anlage über das Schiff abgesenkt und dort angeschlossen. Sind die Anschlüsse des Schiffes und der Löschbrücke nicht identisch, werden Reduzierstücke (englisch: reducer) am Manifold des Schiffes angebaut. Nach einem Dichtigkeitstest kann mit dem Pumpen begonnen werden.
An einer modernen Löschbrücke sind meist fest installierte Brandbekämpfungsanlagen, wie Löschkanonen, montiert. Oft befindet sich eine landseitige Gangway an der Löschbrücke, um einen Zugang zum Schiff herstellen zu können.